# 恋愛至上主義
恋愛至上主義（れんあいしじょうしゅぎ、英: Love supremacism）は、恋愛を人間における最高の価値と考える思想・思考形態を指す。

## 概要

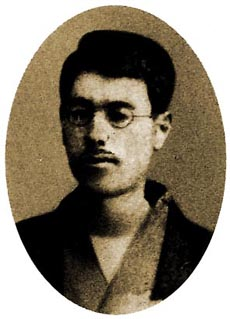
恋愛至上主義のはじまりとなった北村透谷

日本においては、明治時代の北村透谷の思想が恋愛至上主義のはしりである。北村は「厭世詩家と女性」で、「恋愛は人生の秘鑰（ひやく、秘密を解く鍵のこと）なり、恋愛ありて後人生あり、恋愛を抽き去りたらむには人生何の色味かあらむ」と主張し、恋愛至上主義の立場を鮮明にした。
透谷の思想はニューイングランドから渡ったものであり、キリスト教徒である北村が、恋愛に自由と理想を求めたことがこの言説の背景にあった。
大正時代、厨川白村はエレン・ケイの影響を強く受けて『近代の恋愛観』を著し、「恋愛は悠久永遠の生命の力がこもる」という言葉が当時の若者を魅了した。恋愛のない見合い結婚を「売春結婚」であり「畜生道」にすぎないと非難、日本には古来より「恋愛至上」の思想があると主張し、恋愛結婚を理想化して話題になった。
恋愛至上主義は、精神的な恋愛を神聖視して、肉体的な恋愛は否定する。そのような恋愛を至上のものとするため、かならずしも結婚に拘泥しない。情熱が切れれば分かれなければならない。また、パートナーを得るかどうかも関係が無い。たとえ片思いであっても、心の底からの「情熱こそがすべて」であるのが恋愛至上主義である。

## 恋愛至上主義の批判者
- 業田良家 - 風刺コミックス作品「ヨシイエ童話」シリーズ内サブシリーズ「LOVE男」（単行本コミックス 第5巻～第7巻にて収録。電子書籍化されておらず）にて、作中に登場する（「恋愛中毒」「自分探し」風の美女に振り回されて捨てられた「恋愛至上主義」盲信状態の）主人公青年の葛藤および「恋愛至上主義の蔓延により自滅した作中架空超古代文明の末裔達および（共感者達による）草の根ボランティア団体」より派遣された覚者風の男性（かつては主人公青年に酷似した体験者）との邂逅を通じ、恋愛至上主義への警鐘を鳴らした内容となっている。
- 岡林くみこ
- 谷沢永一（著書『人間通』で北村透谷を批判）
- 山本宣治
- 松田道雄
- 林語堂
- 本田透
- 丸山健二